# Paul Gahide
Paul Gahide, né le 5 juillet 1880 à Tournai et mort le 17 avril 1970 à Callenelle, est un militant wallon.
Il est présent au Congrès wallon de 1905, rompt avec l'Assemblée wallonne en 1922 car il veut une égalité parlementaire entre Wallons et Flamands. Il prend contact avec  la Ligue d'action wallonne de Liège. II adhère à Wallonie libre en 1943 sera l'un des premiers membres du Rassemblement wallon dès sa création  en 1968. Il sera bourgmestre de Callennelle de 1947 à 1959.

## Décorations
- Officier du Mérite wallon (O.M.W.) à titre posthume en 2012.